# Shemale
Shemale is een term die vooral in de porno-industrie en prostitutie gebruikt wordt voor een transgender vrouw die geen genderbevestigende operatie heeft ondergaan. De term wordt door de meeste trans vrouwen als denigrerend beschouwd.